# Transporte en la ciudad de Santa Fe
El transporte público de la ciudad de Santa Fe se encuentra regulado por la Secretaría de Transporte de la Municipalidad de Santa Fe y está conformado por líneas de transporte urbano e interurbano, taxis y remises.

## Historia

### Ferrocarriles
Las primeras líneas férreas de trocha angosta (un metro de ancho) empezaron a ser construidas a partir de 1882, con la necesidad de unir las principales colonias agrícolas de la provincia. La Compañía Fives Lille arrendó los primeros 500 km, y obtuvo la concesión de otros 500 km en 1888, los cuales pasarían el año siguiente a la Compañía Francesa de los Ferrocarriles de la Provincia de Santa Fe, que luego pasaría a llamarse Ferrocarril Santa Fe. Así, se lograba unir a importantes zonas agrícolas y ganaderas de toda la provincia, llevando sus mercaderías hacia los puertos de Santa Fe y Rosario.
El Ferrocarril Central Norte Argentino llegó a la ciudad a fines del siglo XIX, como parte de la extensión de las líneas que unían San Cristóbal con Santiago del Estero y Tucumán. Luego de que fuera adquirida por el Estado Nacional, la compañía construyó una extensión que, pasando por Laguna Paiva, llegaba a Santa Fe, en 1908. Por su importancia se decidió en 1912 comenzar la construcción del edificio ubicado en Boulevard Gálvez 1150, también conocida como Estación Belgrano. Luego de casi diez años se terminó gran parte de la obra y se completó con el ala este en 1928.
En la actualidad, se encuentra en desuso, debido al cierre de los ramales ferroviarios que operaban en la zona.

## Transporte urbano

### Colectivos

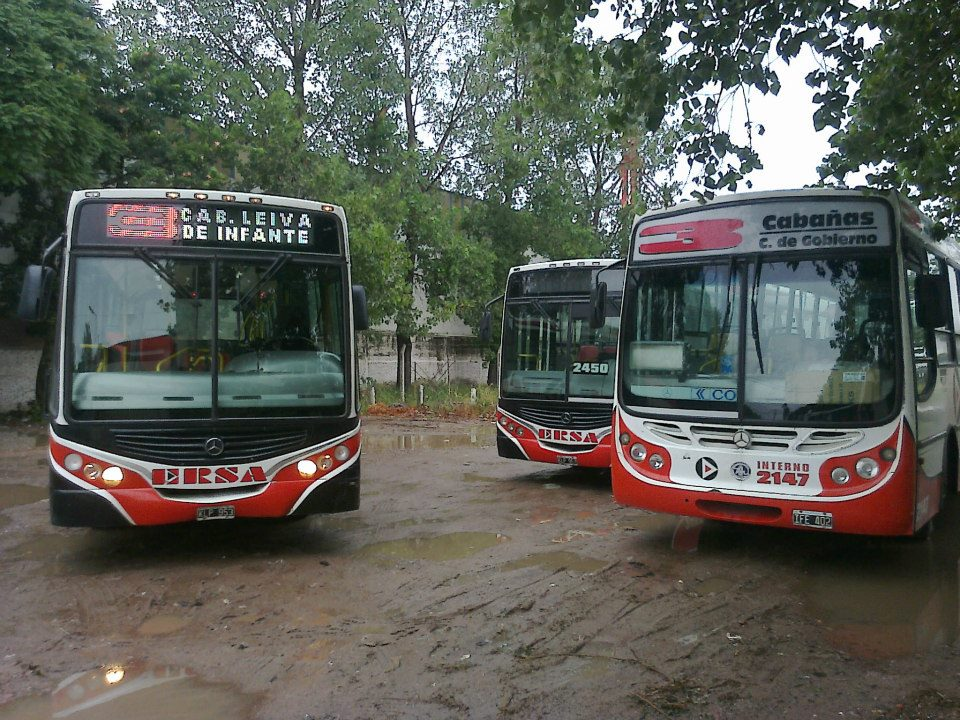
Colectivos de la línea 3 en su parada.

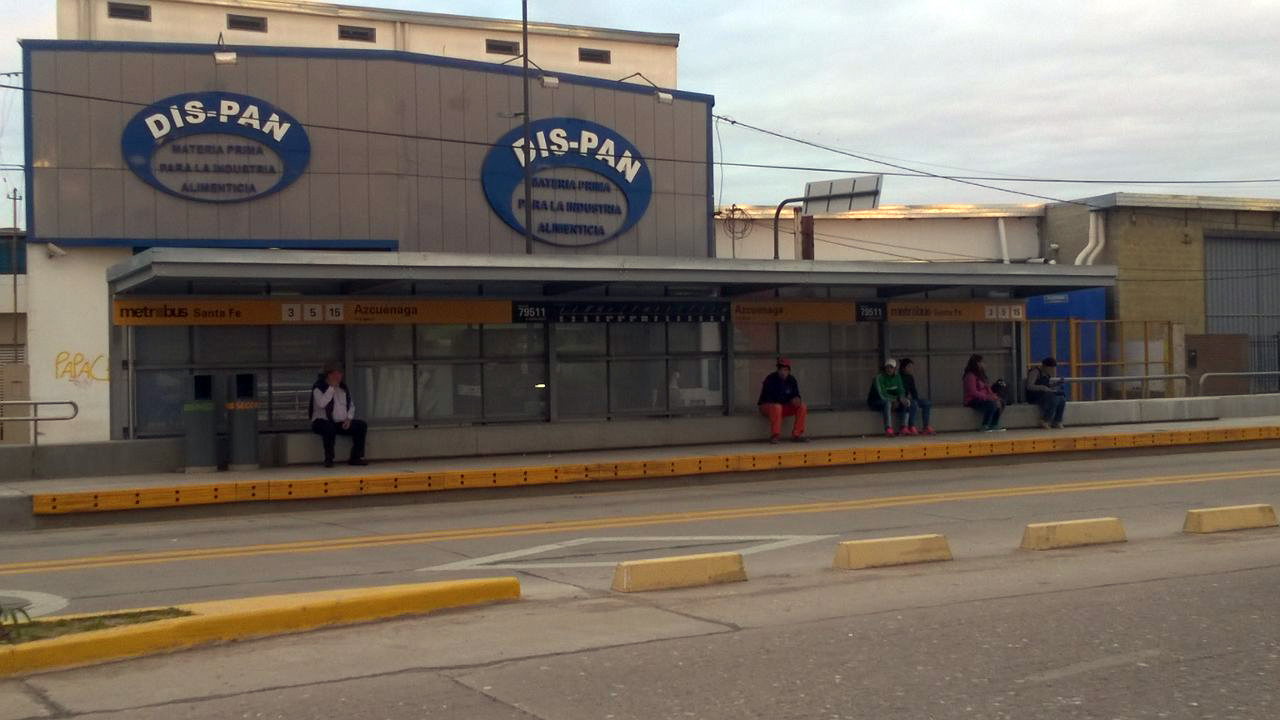
Parada Azuénaga este del Metrobús Santa Fe.

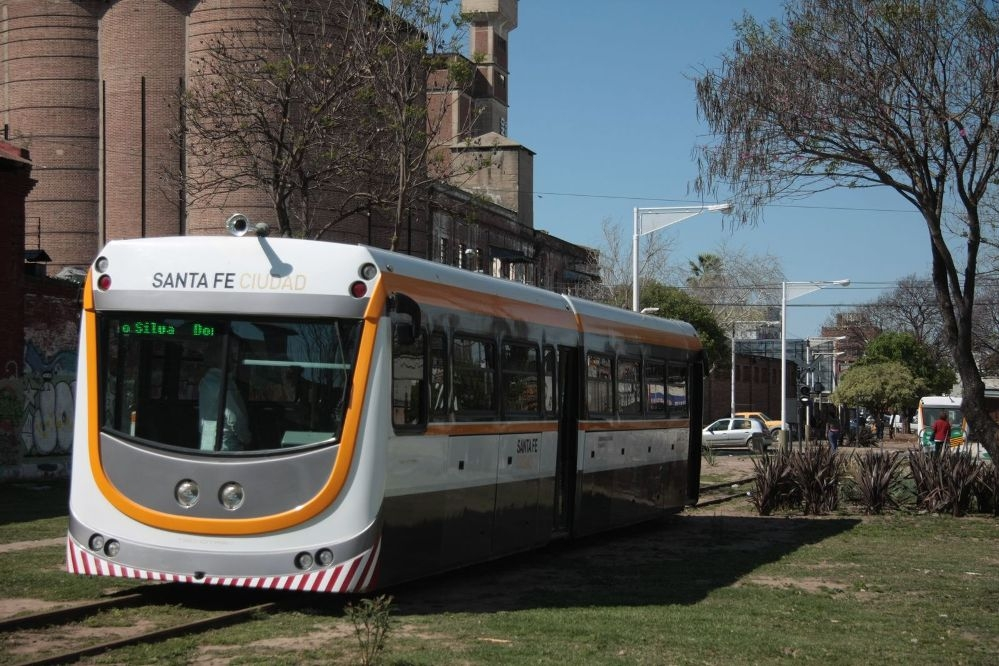
El dueto máquina y vagón del Tren Urbano de pasajeros de Santa Fe.

Los colectivos en Santa Fe son operados por E.R.S.A. y Autobuses Santa Fe S.R.L., además de la empresa Recreo S.R.L., subsidaria de este último. También se dispone de la línea 2, propiedad de Continental T.P.A.S.A. (Rosario Bus S.A.), que, a diferencia de las otras líneas, tiene diferente trayectos según la hora y el día. En Santa Fe, las paradas de los colectivos se realizan cada 100 m (una cuadra), y en la zona del centro, las paradas están señalizadas y son cada 200 m. El servicio de colectivos no deja de funcionar durante la noche generalmente, siendo este de 24 horas  durante todo el año, con una frecuencia de 7 minutos a 60 minutos, dependiendo la hora.
Desde el 18 de abril de 2013 funciona el servicio "¿Cuándo pasa?", por el cual cualquier usuario de transporte urbano de pasajeros puede saber, a través de un mensaje de texto, bajando una aplicación o por la página web del mismo, el tiempo de espera de los próximos colectivos. Cada parada tiene un número, con el cuán se le puede consultar directamente, y, si no tiene, se puede poner los nombres de las calles que se cruzan en donde esta la parada. El sitio web de esta aplicación es:  https://cuandopasa.app
Entre las actualizaciones de la flota de colectivos, se encuentra la incorporación de cinco colectivos articulados. Uno de ellos pertenece a la línea 10, tres unidades a la línea 5, uno a la línea 14, mientras que los dos restantes corresponden a la línea 3. Estos coches manejan una tarifa única, que tiene el mismo valor que el boleto con monedas establecido en otras líneas. Desde el 1 de mayo de 2008 se han establecido unidades especiales para personas con capacidad motriz reducida, las cuales tienen rampas especiales para permitir un más fácil acceso. Estas funcionan en las líneas 5, 9 y 14.
Para viajar en un colectivo, hay que pagar un pasaje. A partir de la segunda semana de agosto de 2016, empezó a funcionar en Santa Fe el Sistema Único de Boleto Electrónico, simplificado como SUBE, el mismo que en el Área Metropolitana de Buenos Aires, Mar del Plata, Paraná y otras ciudades argentinas. Este reemplazo totalmente la tarjeta amarilla anterior, que salió de circulación el 1 de septiembre de 2016, al igual que las monedas. A diferencia de los anteriores, no se le tiene que comunicar al colectivero que tipo de pasaje y de que forma pagara, ya que todos los datos están en la tarjeta inteligente. La tarjeta puede ser cargada en kioscos y minimercados y a través de internet a través de la plataforma Pago Mis Cuentas y los cajeros automáticos de la red Banelco, y luego de terminar el saldo hay un extra de $20, los cuáles serían descontados en la próxima carga. La SUBE escolar y la tarifa social son dos beneficios que se les da, en el primer caso, a los estudiantes de 4 a 14 años, y en el segundo a los que tienen algún tipo de tarifa diferencial.
El 3 de mayo de 2017 fue inaugurado el Metrobús de Santa Fe, o Metrofé, un sistema de carriles exclusivos para uso de colectivos, entrando al sistema de autobús de tránsito rápido. Tiene una longitud de 5,7 km a través de la Avenida Blas Pareras en la zona norte de la ciudad y cuenta con 30 paradas, con 15 en cada sentido, cada 400 metros aproximadamente. Empieza en la parada Martín Zapata, en el cruce de Blas Parera y Fray Cayetano Rodríguez, en la esquina del Cementerio Municipal, y termina, en dirección norte, en la parada Chaco, cuando la avenida cruza con Teniente Loza. Por el corren las líneas 1, 1 bis, 3, 5, 9, 15 y Recreo, además de los colectivos interurbanos, reduciendo así un 40% la duración del viaje.

### Tren Urbano
También esta en circulación con irregularidad desde enero de 2016 el Tren Urbano, que une desde la estación El Molino en boulevard Gálvez hasta la estación Don Bosco, en el centro del norte, con una capacidad de 80 pasajeros y una frecuencia de una hora entre las 8:00 y las 12:00 y, en su horario tarde, de 16:00 a 20:00, siendo gratuito.
Funcionó solo unas pocas semanas y su inviabilidad hizo que el servicio se detuviera, los coches fueron removidos y quedó en el olvido una ridícula propuesta de campaña electoral de la UCR, previo a gastar muchos millones de pesos.

## Transporte interurbano
La línea Recreo es un colectivo de la ciudad de Recreo que la une con la ciudad de Santa Fe. El 21 de abril de 2014, un grupo de 30 vecinos bloquearon la salida de los colectivos de la parada a las 4:00, reclamando por el incumplimiento de las frecuencias y el mal estado de las unidades, a lo que la empresa se comprometió a agregar dos nuevas unidades a su flota.
Santa Fe se conecta con Monte Vera a través de los micros de la empresa Monte Vera S.R.L., quién tiene su parada en Bv. E. López 6558 (Monte Vera), y en Santa Fe en la Estación Terminal General Manuel Belgrano, y su recorrido es por la ruta provincial N.º 2; Av. Aristóbulo del Valle; 25 de Mayo; Suipacha; Terminal de Ómnibus; Rioja; Rivadavia; Pedro Vittori; Juan del Campillo; Av. Aristóbulo del Valle; ruta provincial N.º 2 y finaliza en la parada.
La línea C une Santa Fe, Rincón y Santo Tomé. Estos constan de diferentes banderas, de las cuales las que más pasan por Santa Fe son la azul y la negra.

## Taxis
El servicio de taxis cuenta con licencias fijadas por el Departamento Ejecutivo Municipal, sobre la base de la población de la ciudad, a razón de una licencia cada 800 habitantes, y cuenta con un registro de aspirantes para aquellos que deseen obtener una licencia. Además, tiene paradas fijas autorizadas en las calles de la ciudad. Estos taxis son fácilmente identificables por sus característicos colores: negro en la carrocería y amarillo en el techo.
Los radiotaxis son otra variante del servicio. Estos se solicitan por vía telefónica para un servicio personalizado puerta a puerta. Sus colores son negro y blanco.
En Santa Fe, existen dos tarifas diferentes: la denominada tarifa diurna, con la bajada de bandera a $8,00, el valor de la ficha a $0,65 (cada 130 metros) y el minuto de espera, hasta los 5 minutos, a $0,65, ya que luego de los 5 minutos la tarifa tiene que ser arreglada entre el pasajero y el chofer; y la tarifa nocturna, con la bajada de bandera a $8,80, el valor de la ficha a $0,75 (cada 130 metros) y el minuto de espera a $0,75, y cumpliendo con el mismo acuerdo luego de los 5 minutos.

## Remises
El servicio de remises es de tipo diferencial: son autos privados con chofer. A diferencia de los taxis, no se agrupan en paradas fijas en las calles. Sólo circulan en busca de pasajeros, o acuden al lugar que el mismo solicite por vía telefónica. Su color característico es verde en la carrocería, con inscripciones en negro.
Estos deben contar, según la reglativa vigente, con aire acondicionado funcionando, botiquín, matafuegos, apoyacabezas, cinturones de seguridad para cada pasajero y espejos retrovisores y vidrios en perfectas condiciones. A su vez, el instrumento que marcará la tarifa debe estar visible en todo momento y a una altura que permita al pasajero observarlo. Ellos tienen prohibido llevar más de cuatro personas, fumar ni escuchar música, al menos de que lo solicite el pasajero.
La tarifa de los remises no está establecida como única, ya que cada empresa maneja y adapta los costos, aunque los mismos son similares a los de los taxis.